# بیوفیزیکال پروفایل

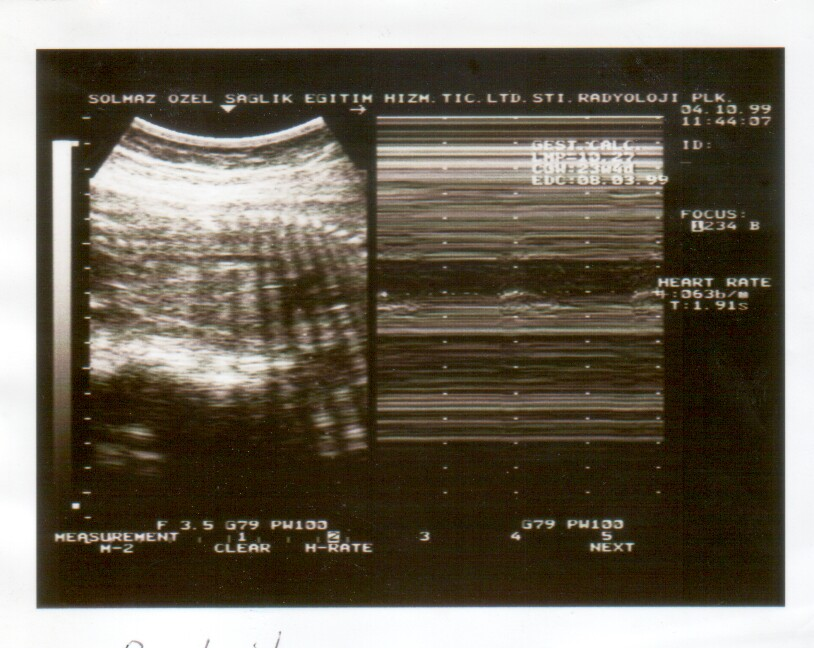
تست بیوفیزیکال پروفایل

بیوفیزیکال پروفایل جنین یا تست BPP (به انگلیسی: Biophysical profile) یکی دیگر از سونوگرافی های بارداری برای ارزیابی سلامت جنین می باشد. در واقع این سونوگرافی تلفیق تست بدون استرس با ارزیابی مقدار مایع آمنیوتیک است. اگر جنین با تست بدون استرس واکنش مناسبی نشان دهد و سطح مایع آمنیوتیک کافی باشد، به احتمال زیاد نیازی به انجام پروفایل بیوفیزیکال نیست.

## دلایل انجام
به طور معمول این تست برای خانم های بارداری که در معرض بارداری های پرخطر، سقط جنین، کاهش حرکت جنین و زایمان زودرس هستند، انجام می‌شود. این آزمایش معمولاً بعد از هفته ۳۲ و گاهی طبق صلاح دید پزشک زودتر و بعد از هفته ۲۴ بارداری نیز تجویز می‌شود. اگر از موعد زایمان گذشته باشد، پزشک برای بررسی وضعیت جنین در رحم این تست را درخواست می‌کند.

## نحوه انجام
خوشبختانه این آزمایش از نوع تست های غیر تهاجمی است که از نظر جسمی برای شما یا جنین خطری ایجاد نمی‌کند. بدون درد و ساده است. قبل از انجام تست بهتر است غذا بخورید. پنج مورد از جنبه های مختلف جنین در رحم بررسی میشود: 
- تعداد ضربان قلب جنین
  - وضعیت تنفس جنین
  - جنبش و حرکت جنین
  - انعطاف پذیری و کشیدگی عضلات جنین
  - حجم مایع آمنیوتیک

## تفسیر نتیجه
در این تست به هر یک از 5 مورد بررسی شده ، نمره 0 تا 2 داده می شود و در نهایت این نمره ها با هم جمع می شوند. نتیجه آزمون 8 تا 10 طبیعی تلقی می شود.
نظارت بر ضربان قلب جنین. اگر ضربان قلب جنین در مدت زمان 20 دقیقه دو بار یا بیشتر از مقدار مشخص و نرمال باشد، به آن امتیاز 2 داده شده و ضربان قلب طبیعی است. در صورت عدم ضربان قلب به اندازه کافی در طی یک دوره 40 دقیقه ای،  نتایج غیر واکنشی در نظر گرفته می شوند و با عدد 0 مشخص می شود. گاهی وقت ها نتایج غیرواکنشی به معنای ایجاد مشکل نیست و تنها به دلیل خواب بودن کودک در هنگام آزمایش است. در این موارد اگر پزشک نتواند نوزاد را بیدار کند یک سونوگرافی پیگیری دیگر برای یک هفته بعد تجویز می کند تا بتواند تشخیص دقیق تری انجام دهد. 
تنفس جنین. اگر جنین در مدت 30 دقیقه حداقل یک قسمت از تنفس ریتمیک را به مدت 30 ثانیه یا بیشتر انجام دهد، به تنفس عدد 2 داده می شود ، در غیر اینصورت عدد 0 به آن تعلق می گیرد که غیر طبیعی است و نیاز به سونوگرافی پیگیری برای تشخیص دقیق تر می باشد. 
حرکات جنین. اگر جنین ظرف 30 دقیقه سه بار یا بیشتر حرکت کند، عدد 2 را برای این مولفه در نظر می گیرند. اما اگر تعداد حرکت ها به اندازه کافی نباشد، به آن امتیاز 0 داده می شود. 
انعطاف پذیری عضلات جنین. اگر جنین اندام خود را از حالت خمیده به حالت کشیده درآورد و به سرعت به حالت اولیه برگرداند، برای این مولفه عدد 2 به آن داده می شود. اما اگر این حالت ها تشخیص داده نشود عدد 0 به آن تعلق می گیرد. 
سطح مایع آمنیوتیک. سونوگرافیست به دنبال بیشترین عمق قابل مشاهده مایع آمنیوتیک است. برای به دست آوردن نمره 2 میزان این حفره باید اندازه معینی داشته باشد. اگر سطح مایع آمنیوتیک شما معیارهای لازم را نداشته باشد، عدد 0 به آن تعلق می گیرد.
نتیجه تست زیر 8 به این معنی است به احتمال زیاد نیاز به انجام آزمایش های بیشتر و پایش دقیق مادر وجود دارد. اگر نمره بیوفیزیکال پروفایل 6 باشد ، تست باید در 24 آینده مجدداً تکرار شود. با نمره 4 شاید نیاز به انجام هرچه زودتر زایمان باشد.
همچنین اگر جمع نمره ها خوب باشد اما میزان مایع آمنیوتیک از مقدار طبیعی آن پایین تر باشد پزشک آزما بیشتری را تجویز می کند و ممکن است باز هم نیاز به زایمان زودرس داشته باشید.
برخی عوامل نیز مانند مصرف کورتیکواستروئیدها برای سرعت بخشیدن به بلوغ ریه جنین می تواند در نتایج این آزمایش تاثیر بگذارد. 